# Annie Kenney
Annie Kenney   (Springhead, 13 de setembre de 1879 - Hitchin, 9 de juliol de 1953) fou una sufragista anglesa que va esdevenir una figura destacada en la Women's Social and Political Union. Va fundar la primera branca a Londres amb Minnie Baldock. Va atreure l'atenció de la premsa i del públic el 1905 quan, juntament amb Christabel Pankhurst, va ser empresonada diversos dies per agressió i obstrucció a la justícia. Aquest incident es considera un punt d'inflexió en la lluita pel sufragi de les dones al Regne Unit, amb l'assumpció de tàctiques de militants.